# A13 (Italië)
De Autostrada A13 is een 113 kilometer lange Italiaanse autosnelweg die loopt van de stad Bologna tot aan Padua. De route komt langs de steden Ferrara en Rovigo.

Traject A13